# NGC 508
NGC 508 (również PGC 5099 lub UGC 939) – galaktyka eliptyczna (E), znajdująca się w gwiazdozbiorze Ryb. Odkrył ją William Herschel 12 września 1784 roku.